# Nadine von Enckevort
Nadine von Enckevort (* 2. Februar 1891 in Sassenburg, Landkreis Saatzig; † 17. März 1973 in Bad Gandersheim) war eine deutsche Malerin.

## Leben
Nadine von Enckevort wurde 1891 als Tochter von Hugo von Enckevort und Editha von Kitzling geboren. Sie studierte Malerei bei Adolf Höfer in der Damenakademie des Münchner Künstlerinnenvereins und wurde dessen Modell und Verlobte. Ihre Verbindung scheiterte jedoch schließlich am Standesunterschied.
Am 22. Juni 1916 heiratete sie Hans von Karstedt.
Sie starb 1973 in Bad Gandersheim.

## Ausstellungen
- 1929: Der schöne Mensch in der neuen Kunst: internationale Ausstellung, 16. Juni bis 6. Oktober 1929, Darmstadt, Mathildenhöhe, Städtisches Ausstellungsgebäude[3]
- 1940: Darmstadt 1940, Darmstadt, Mathildenhöhe[4]
- 1941: Zeitgenössische Kunst aus dem Südwestdeutschen Raume, Darmstadt, Mathildenhöhe[4]
- 2013: Der weibliche Blick – Vergessene und verschollene Künstlerinnen in Darmstadt 1880–1930, Darmstadt, Kunst Archiv[5]